# قواعد الطيران المرئي الليلي
قواعد الطيران المرئي الليلي أو قواعد الطيران البصري الليلي (بالإنجليزية: Night visual flight rules)‏ وتُعرف اختصارًا NVFR، هي القواعد التي بموجبها يمكن إجراء رحلة بشكل أساسي عن طريق الإشارة البصرية في الليل. البديل هو التحليق بواسطة قواعد الطيران الآلي والذي لا يَشترط الإشارة البصرية إلى التضاريس وحركة المرور.
في دول وكالة سلامة الطيران الأوروبية تكون مُتطلبات تقييم قواعد الطيران المرئي الليلي في مؤسسة تدريب معتمدة على الشكل التالي:
- تدريب 5 ساعات من قواعد الطيران المرئي في الليل
- تدريب 3 ساعات طيران مزدوج (مع مدرب)
- تدريب 5 عمليات إقلاع وهبوط ليلًا
- بما في ذلك رحلة ملاحة مزدوجة واحدة من خلال قواعد الطيران المرئي ليلًا على الأقل 50 كم أو ساعة واحدة.